# Франц фон Глайхен и Хатцфелд
Франц фон Глайхен и Хатцфелд (на немски: Franz zu Gleichen und Hatzfeld Herr zu Wildenberg; * 16 април 1676; † 27 март 1738, Бреслау) от род Хатцфелд в Хесен, е граф на Глайхен и Хатцфелд, господар на Вилденберг в Рейнланд-Пфалц.

## Произход и наследство
Той е най-големият син на Хайнрих фон Глайхен и Хатцфелд (* 1641; † 15 август 1683) и съпругата му фрайин Катарина Елизабет фон Шьонборн (* 1 май 1652; † 1707), дъщеря на Филип Ервайн фон Шьонборн (1607 – 1668) и фрайин Мария Урсула фон Грайфенклау цу Фолрадс (1612 – 1682).
Синът му Франц Филип Адриан е издигнат през 1741 г. на княз на Хатцфелд-Глайхен-Трахенбург.
През 1803 г. наследниците му стават чрез наследство князе „фон Хатцфелдт цу Трахенберг“. След 1830 г. наследниците му стават князе и се наричат Князе фон Хатцфелд-Вилденбург.

## Фамилия
Франц фон Глайхен и Хатцфелд се жени на 25 ноември 1708 г. за графиня Анна Шарлота Елизабет фон Щадион цу Вартхаузен, и Танхаузен (* 22 септември 1689; † 11 август 1763, Бреслау), дъщеря на граф Йохан Филип Йозеф фон Щадион цу Вартхаузен и Танхаузен (1652 – 1742, Майнц) и графиня Мария Анна фон Шьонборн (1669 – 1703, Майнц). Те имат децата:
- Мария София (* 1709; † 1709)
- Мария Анна Йохана (* 31 декември 1711, Бреслау; † 16 април 1784, Прага, Бохемия), омъжена на 13 юни 1731 г. в Бреслау за граф Карл Готхард, граф Шафгоч-Земперфрай фон и цу Кинаст и Грайфенщайн (* 30 юни 1706; † 18 декември 1780, Прага)
- Мари Шарлота Августа Ева (* 6 юли 1715, Бреслау; † 26 юли 1774, Спа), омъжена на 18 октомври 1733 г. в Бреслау за граф Фридрих Фердинанд фон дер Лайен (* 7 януари 1709, Кобленц; † 16 февруари 1760, Кобленц)
- Франц Филип Адриан (* 2 март 1717; † 5 ноември 1779), 1. княз (1741) на Хатцфелд-Глайхен-Трахенбург, женен на 22 ноември 1764 г. за графиня Бернхардина Мария Терезия фон Шьонборн (* 11 септември 1737; † 7 април 1780)
- Карл Фридрих фон Глайхен-Хатцфелдт (* 14 септември 1718; † 5 септември 1793), граф на Глайхен-Хатцфелдт, господар на Кротторф, Вилденбург, женен на 16 ноември 1755 г. за графиня Мария Шарлота Фердинанда Катарина фон Ощайн (* 25 ноември 1733; † сл. 1809)
- Мария Йозефа (* 24 март 1720; † 2 февруари 1796, Прага, Бохемия), неомъжена
- Йохан Антон Филип фон Глайхен-Хатцфелдт (* 23 март 1724; † 14 април 1753, Майнц), неженен